# Wilhelm Brasse
Wilhelm Brasse (Żywiec, 3 de dezembro de 1917 - 23 de outubro de 2012) foi um fotógrafo profissional polonês e prisioneiro em Auschwitz durante a Segunda Guerra Mundial. Ele ficou conhecido como o "famoso fotógrafo do campo de concentração de Auschwitz"; sua vida e obra foram o tema do documentário polonês de 2005  "Portrecista", que foi ao ar na série "Proud to Present" do canal polonês TVP1 em 1 de janeiro de 2006.

De ascendência austro-polonesa, aprendeu a fotografar em Katowice, no atelier de sua tia. Após a invasão alemã da Polônia em 1939 e ocupação de Żywiec, sua cidade natal ao sul da Polônia, Brasse foi interrogado pela Schutzstaffel (SS). Ele se recusou a jurar fidelidade a Hitler e foi preso por três meses. Após sua libertação, ainda se recusou a render-se à Volksliste e filiação forçada ao exército alemão, então tentou fugir para a Hungria para juntar-se ao exército polonês na França, mas foi capturado, juntamente com outros jovens, na fronteira polaco-húngara e deportado para Auschwitz-Birkenau como prisioneiro número 3444. Treinado antes do início da Segunda Guerra Mundial como um fotógrafo de retratos na Silésia, ele foi condenado pelos administradores do acampamento SS ao trabalho de fotografar "prisioneiros, experimentos médicos-criminais e retratos dos prisioneiros para os arquivos". 

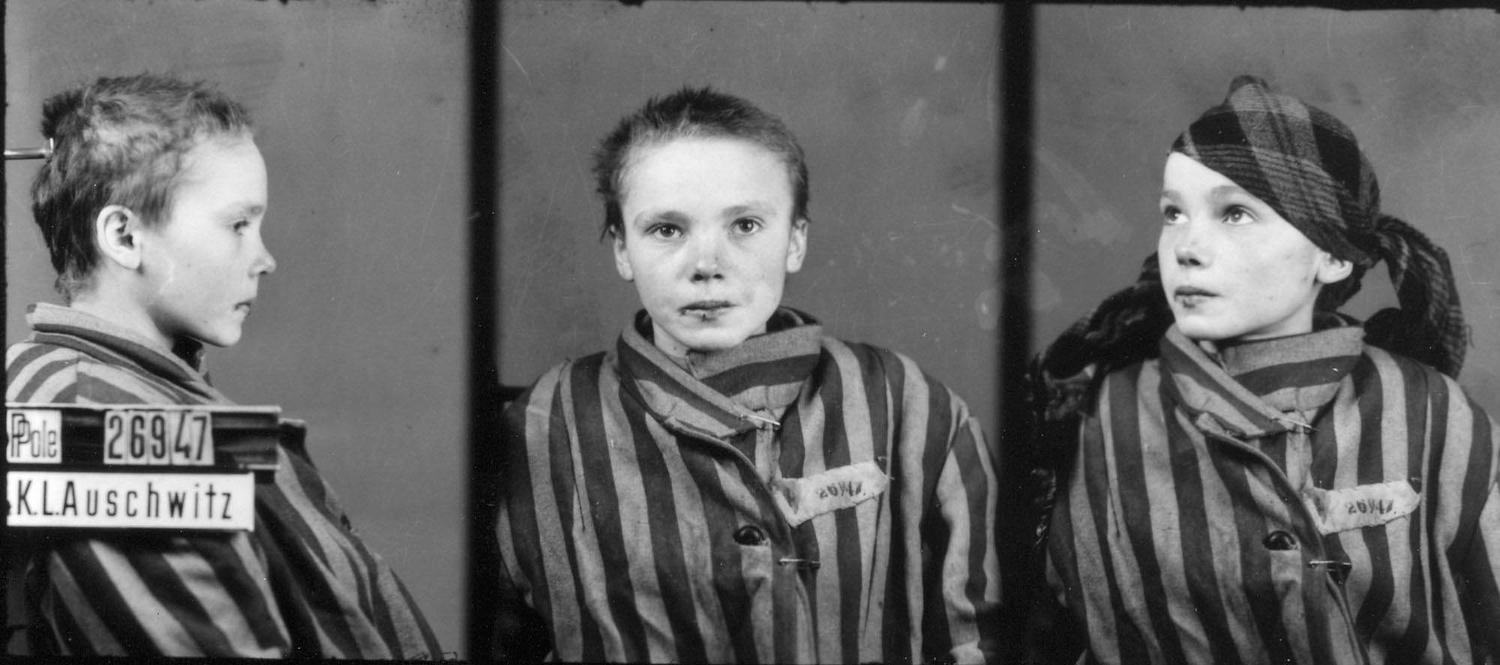
Czesława Kwoka em 1942 ou 1943, fotografada por Wilhelm Brasse.

Brasse estimou que retratou de 40.000 a 50.000 imagens de identidade entre 1940 e 1945, antes de ser transferido para outro campo de concentração na Áustria, onde foi libertado pelas forças americanas em maio de 1945.
Enquanto a maioria das fotografias de Brasse foram destruídas, algumas estão em exibição no Auschwitz-Birkenau State Museum e no Yad Vashem, o memorial oficial de Israel para os judeus vítimas do Holocausto. Suas fotografias inspiraram o trabalho Painting Czesława Kwoka, de Theresa Edwards e Lori Schreiner, ganhador de um prêmio literário em 2007.
Brasse morreu em Żywiec, aos 94 anos.